# Леснюв-Великий
Леснюв-Великий (пол. Leśniów Wielki, нім. Groß Lessen) — село в Польщі, у гміні Червенськ Зеленогурського повіту Любуського воєводства.
Населення — 556 осіб (2011).
У 1975-1998 роках село належало до Зеленогурського воєводства.

## Демографія
Демографічна структура станом на 31 березня 2011 року:
|          | Загалом | Допрацездатний вік | Працездатний вік | Постпрацездатний вік |
| -------- | ------- | ------------------ | ---------------- | -------------------- |
| Чоловіки | 270     | 55                 | 197              | 18                   |
| Жінки    | 286     | 50                 | 175              | 61                   |
| Разом    | 556     | 105                | 372              | 79                   |